# الحالة الإلكترونية
الحالة الإلكترونية (بالإنجليزية: The Electric State) هو فيلم مغامرات خيال علمي أمريكي من إخراج الأخوان روسو مبني على رواية تحمل نفس الاسم للكاتب السويدي سايمون ستالينهاغ. الفيلم من بطولة ميلي بوبي براون، كريس برات، جوناثان كي كوان، ستانلي توتشي، جيسون ألكسندر، براين كوكس وجيني سلايت، عرض الفيلم على منصة نتفليكس في 14 مارس 2025.

## روابط خارجية
- الحالة الإلكترونية على موقع IMDb (الإنجليزية)
- الحالة الإلكترونية على موقع ميتاكريتيك (الإنجليزية)
- الحالة الإلكترونية على موقع روتن توميتوز (الإنجليزية)
- الحالة الإلكترونية على موقع نتفليكس (الإنجليزية)
- الحالة الإلكترونية على موقع ألو سيني (الفرنسية)
- الحالة الإلكترونية على موقع أول موفي (الإنجليزية)
- الحالة الإلكترونية على موقع فيلمافينيتي (الإسبانية)
- الحالة الإلكترونية على موقع قاعدة بيانات الفيلم (الإنجليزية)
- الحالة الإلكترونية على موقع ليتربوكسد (الإنجليزية)
- الحالة الإلكترونية على موقع كينوبويسك (الروسية)